# A tűz (X-akták)
A tűz a sorozat 12. epizódja.

## Cselekmény
Az angliai Bosham-ben egy idős gazdag férfi búcsúzik a feleségétől mielőtt munkába indul, de hirtelen spontán emberi égés következtében tűz gyullad. Családja és személyzete – beleértve ír kertészét, Cecyl L'Ively-t – végignézi, ahogy elég és meghal az előkertben.
Később Washington-ban, Fox Mulder és Dana Scully ügynökök találkoznak Phoebe Green-nel, aki londoni városi rendersőg nyomozója. Továbbá Mulder korábbi szerelme volt az Oxford Egyetemen. Green elmagyarázza, hogy egy megrögzött gyújtogató a brit arisztokráciát vette célba, élve égeti el áldozatait és semmilyen nyomot nem hagy hátra. Az egyetlen kapcsolat a bűncselekmények között, a gyanúsított által írott szerelmes levelek az áldozatok feleségeinek. A legutóbbi célpontja Sir Malcolm Marsden, aki Cape Cod-ra látogat, hogy védelmet találjon, megszökve a gyilkos támadása elől. Mulder és Scully találkozik egy pirotechnikai szakértővel, aki kifejti, hogy csak egy rakéta üzemanyag képes annyi égési hőt termelni, amely meg tudja semmisíteni a bizonyítékokat.
Mulder elmondja Scullynak, hogy Green-nel bonyolult kapcsolatban voltak, az esetet pedig elmejátéknak tekinti, kihasználva félelmét a tűztől. Eközben L'Ively – miután megölt e gy gondozót és felvette személyazonosságát – üdvözli a Marsden családot, akik Cape Cod-i nyaralójukba érkeznek, amerikai akcentust színlelve. Marsdenék nem ismerik fel miközben egy réteg rakéta üzemanyaggal festi be a ház külsejét. L'Ively összebarátkozik Marsdenék beteg családi sofőrjével. Felajánlja, hogy bemegy a városba és hoz neki köhögés elleni szirupot. Amíg oda van, pirokinetikus képességeit használva porig égett egy helyi bárt, csupán szórakozásból.
A kórházban Mulder és Green kikérdezi a bártűz egyik szemtanúját, aki elmondja nekik, hogy a támadó képes volt spontán tűzet gyűjtani. Marsdenék sofőrje egyre betegebb lesz a L'Ively-tól kapott, mérgezett köhögés elleni sziruptól. A betegség miatt L'Ively-t kérik meg legyen a család sofőrje és szállítsa őket Bostonba, ahol egy luxushotelben szervezett partin vesznek részt. Mulder Bostonba repül, hogy Green-nel felügyelje a partit, remélve hogy csapdát állít a gyanúsítottnak. Scully folytatja munkáját, a gyilkos bűnügyi profiljának összeállítását.
Mulder és Green táncolnak a parti alatt, később csókolóznak is. Scully a hotelbe érve meglátja őket. Kiszúrja az előcsarnokban L'Ively-t, aki őt nézi. A tűzjelző megszólal, miután Marsdennék szobájában tűz keletkezik, ahol a gyerekek vannak. Mulder megpróbálja megmenteni a gyerekeket, de a félelme és a bent terjengő füst legyőzi, ehelyett L'Ively szabadítja ki őket. Mikor Mulder magához tér Scully Bobról kérdezi, akit Green elengedett, mivel a család régi alkalmazottjának hitte és hátterét ellenőrizte. Green megmondja Muldernek, hogy másnap el fogja kisérni Marsdenéket, akik visszatérnek Angliába.
Scully megtárgyalja kutatásait Mulderrel, gyanítva hogy L'Ively a gyújtogató, amit megerősít egy tanúvallomásból vett rendőrségi részlet is. A Marsden házat elérve az ügynökök megtalálják a sofőr elszenesedett testét a fürdőszobában, mielőtt a második emelet lángokba borulna. Scully és Green biztonságba helyezik Marsdenékat. Mulder legyőzi félelmét és megmenti a Marsden gyerekeket. Scully fegyverrel fenyegeti L'Ively-t, de nem tüzelhet, mert tudomást szerez a rakéta üzemanyagról, amivel a házat befestették. Green egy kanna rakéta üzemanyagot hajít L'Ively arcába, melytől elveszti az irányítást és felgyújtja önmagát.
Az ügyet megoldva Green visszatér Angliába a Marsden családdal. Annak ellenére hogy testének nagy részét ötöd- és hatodfokú égési sérülések borítják, L'Ively túléli saját felgyújtását. Egy egészségügyi intézményben tartják fogva tárgyalására várva, ahol riasztó ütemben gyógyul. Az epizód utolsó jelenetében, cigarettát kér egy nővértől.

## Fordítás
Ez a szócikk részben vagy egészben  a   Fire (The X-Files) című angol Wikipédia-szócikk fordításán alapul.  Az eredeti cikk szerkesztőit annak laptörténete sorolja fel. Ez a jelzés csupán a megfogalmazás eredetét és a szerzői jogokat jelzi, nem szolgál a cikkben szereplő információk forrásmegjelöléseként.